# Alcorlo
Alcorlo es un antiguo municipio español y núcleo de población de la provincia de Guadalajara desaparecido en 1982 por la construcción del embalse de Alcorlo, hoy integrado en el municipio de La Toba.

## Historia

### Historia antigua
Alcorlo tuvo sus primitivos orígenes en un lugar diferente al que todos conocimos. El antiguo poblado era conocido como “La Puebla” y existen señales que indican que fue en un paraje situado a una distancia de 1 km en dirección este, lugar conocido actualmente como “Santecilla”. Al cultivar la tierra a veces en ese lugar aun siguen aflorando restos de tejas, vasijas y utensilios.
El nombre de Alcorlo se encuentra citado en un documento de la primera mitad del siglo XII, transcrito por García López en los Aumentos de San Andrés del Congosto: “... del Portiello del Val de Alcorlo...”. Y en 1269 Alcorlo tenía que pagar ½ maravedí para costear la escuela de gramática establecida en Atienza por el obispo Lope Díaz de Haro (J.L. Pérez Arribas, Pueblos perdidos). Posteriormente, en 1451, se habla de la toma y destrucción de Alcorlo por los navarros (Layna Serrano: Historia de la villa de Atienza, p. 183).
…los del rey de Navarra mantuvieron en constante estado de inquietud aquella comarca mediante rápidas algaradas con su secuela de robos y muertes, sin que lograra irles a la mano Lope Vázquez de Acuña, quien no podía dividir sus fuerzas para atender a todos los peligros. Un día, los enemigos acantonados en Atienza llegaron nada menos que al desfiladero del Congosto y pueblo de Alcorlo defendido por un castillete y poseído por el arzobispo Carrillo, a quien lo diera Juan II luego de confiscar sus bienes a Juan de Tovar, señor de este y otros lugares, por haberse pasado al bando del navarro; se apoderaron del castillo por fuerza de armas aportillándolo después, saquearon el pueblo y tornáronse a Atienza luego de desmochar la atalaya o torre fuerte situada en el Congosto, por cuyo pintoresco desfiladero corren las aguas del Bornoba.
En su mejor época, allá por el siglo XV, Alcorlo era más importante que el propio Jadraque, estando exento de pagar tributos, siendo el alcaide Juan de Tovar. Posteriormente, Alcorlo aparece en las Relaciones topográficas deFelipe II en 1582,donde dice: “A los treinta y seis capítulos dixeron: que acerca del dicho lugar de Alcorlo está vna torrecilla pequeña antigua que quieren decir que otro tiempo fué alli poblada vna villa, y no saben otro sitio que haya sido poblacion, y este sitio se nombra é llama Castillo”.

### Historia contemporánea
La localidad aparece descrita en el primer volumen del Diccionario geográfico-estadístico-histórico de España y sus posesiones de Ultramar de Pascual Madoz de la siguiente manera:

ALCORLO: l. con ayunt. en la prov. de Guadalajara (7 1/2 leg), adm. de rent. y dióc, de Sigüenza (5 1 2), part. jud. de Atienza (3), aud. terr. y c. g. de Madrid (16): sit. en una hondonada, en una especie de loma dentro de la misma que forma dos vegas, le baten los aires N. y O.: su horizonte es poco despejado, y su clima propenso á escorbutos, hídropesias y enfermedades escrofulosas: tiene 55 casas, inclusa la consistorial, todas de poca altura, de mala construccion y húmedas, por ser el suelo de piedra arenosa, que facilita la filtracion de las aguas. Hay una igl. parr, dedicada á la Transfiguración del Señor, aneja á la de Congostina, y en los afueras se hallan 2 ermitas, una de Ntra. Sra. de la Soledad, y otra de S. Bartolomé, que por estar arruinada sirve de cementerio. Confina el térm. por N. con el de Hiendelaencina; E. con el de Congostina , S. con los de S. Andrés y la Tova, y O. con el de Robledarias; dist. de la pobl. estos limites 1/4 leg. le baña y pasa muy cerca de las casas el riach. Bornoba, cuyas aguas puras y cristalinas sirven para los usos domésticos de los hab. y para el riego: sobre este r. bay un puente de madera de mala construccion, y á su márg. un molino harinero: se encuentran tambien minas de azufre, hierro argentífero y plomo, todas sin beneficiar. El terreno es desigual y de mala calidad; comprende 2,800 fan., de las que se cultivan 900, pues las demás sirven para pastos o están cubiertas de pizarra: prod.: cereales, legumbres, melones, sandias y patatas: pobl.: 38 vec.: 161 alm.: cap. prod.: 676,060 rs.; imp.: 47,324: contr.: 2,541 rs. 7 mrs. vn.
(Madoz, 1845, pp. 464-465)

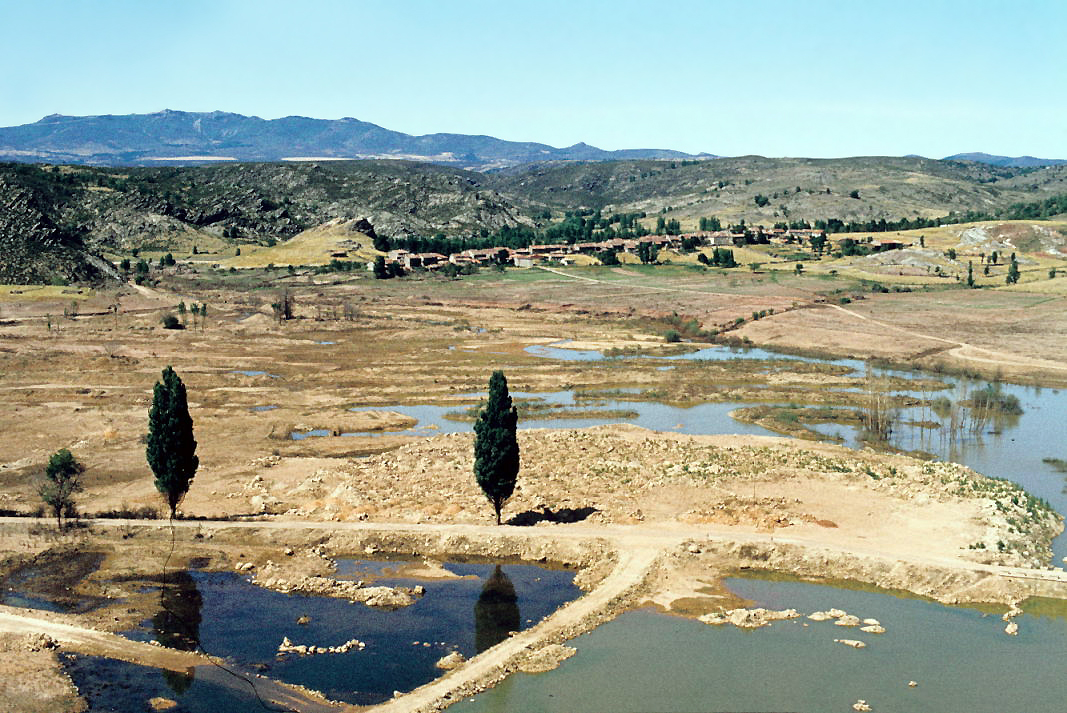
Embalse de Alcorlo en 1981 comenzando a llenarse, con la localidad en segundo plano.

Los vecinos se han asociado creando la Asociación Hijos y Amigos de Alcorlo, que vela por la conservación de la memoria del pueblo.

## Demografía
| Gráfica de evolución demográfica de Alcorlo entre 1842 y 1981 |
| |
| Población de derecho según los censos de población del INE Población de hecho según los censos de población del INEEntre el censo de 1991 y el anterior, este municipio desaparece porque se integra en el municipio La Toba |

Los datos más antiguos registrados que se tienen sobre la población de Alcorlo datan del año 1582. Están relatados en las Relaciones topográficas de Felipe II.
Hablan de una cantidad de 36 vecinos, que hubo más pero que fueron muriendo. Todos los vecinos son labradores y no hay ninguno Hidalgo y por ello son pobres, viviendo solamente de la labranza.
El segundo documento más antiguo es el Catastro de Ensenada en 1752 (180 años después del primero); en él se hace referencia a sus dos vegas y productos que de ellas se obtienen como hortalizas, frutas y cereales. En esas fechas el pueblo se compone de 33 vecinos, 8 viudas y 9 menores. Consta de 41 casas habitables, 4 inhabitables, 4 derruidas y 17 casillas de encerrar ganado así como 25 pajares.
Los siguientes datos disponibles están en el diccionario Geográfico Estadístico-Histórico de España y sus posesiones de Ultramar por Pascual Madoz en el año 1845, un siglo después.
En 1825 la población de este pueblo la componían 60 familias y 235 almas pero en 1845 (veinte años después) la población había disminuido considerablemente no llegando en esos momentos más que a 161 almas  distribuidas en 38 familias (aproximadamente la mitad). Parece ser que alguna enfermedad importante sería la causa de tanta baja.
Sobre el 1962 aproximadamente (115 años después) un vecino me comentaba que cuando volvió de la mili en el pueblo había unos cincuenta o sesenta jóvenes entre mozos y mozas. Esto me lleva a calcular que habría en torno a 400 o 500 personas, incluso una vez escuché que por aquellas fechas Alcorlo era tan importante en población y riqueza como Jadraque o Atienza.[cita requerida]

## Patrimonio

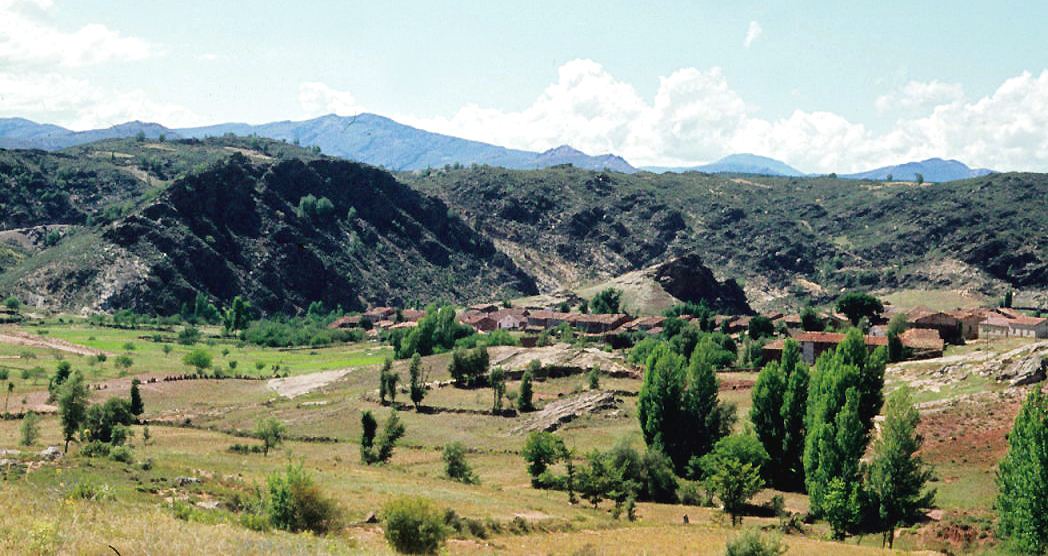
Vista de Alcorlo

En el municipio existía un castillo, llamado Corlo, del que hacen referencias diversos documentos históricos, como una carta del Arzobispo de Toledo, Alonso Carrillo al alcalde a la sazón de Alcorlo, Fernando Morales «que ha hecho merced a su sobrino Alfonso de la fortaleza y sus tierras, datada en Uceda el 8 de enero de 1456». Sin embargo, no se conoce su localización exacta, aunque todo indica que se encontraba en un cerro próximo al pueblo. Puede ser que durante guerras de los navarros contra los musulmanes fuese destruido y posteriormente sus restos utilizados en la construcción de nuevas viviendas para los habitantes. 
A pocos metros de la presa río abajo en la margen derecha se encuentra una torre de vigilancia medieval que recibió el nombre de La Torrecilla, la cual sigue hoy en día en pie. 
Otra obra de arquitectura relevante es el puente romano, conocido en Alcorlo como Puente de San Andrés. Tiene su origen en la calzada romana que llevaba hacia la sierra de Ayllón. Hoy en día apenas es visible por la vegetación acumulada en los márgenes.
La iglesia de la localidad estaba dedicada originalmente a San Salvador, cuya onomástica es el 6 de agosto. En el último siglo, se retrasó hasta el 24 de agosto, día de San Bartolomé, porque las labores del campo eran menos exigentes. Ocupaba la zona más alta del pueblo. La espadaña estaba compuesta por dos campanas de diferente tamaño. Estas sufrieron daños durante la guerra civil, aunque fueron restauradas posteriormente. 
Después de las reformas en los últimos siglos pasó a llamarse  Transfiguración del Señor, fue finalmente llevada piedra a piedra desde su ubicación original al municipio de Azuqueca de Henares, en el barrio de Asfaín junto con restos de la iglesia de Sacedoncillo, pueblo este destruido durante la guerra civil. Hoy se conoce en ASFAIN como la parroquia de Santa Teresa de Jesús.
Actualmente en el lugar se encuentra una ermita alojando en su interior las imágenes religiosas del pueblo. Esta ermita fue construida por la Confederación Hidrográfica del Tajo en 1987 a petición de los últimos vecinos y feligreses del pueblo. Está adosada a un cementerio de carácter “conmemorativo”, es una fosa común donde se trasladaron los restos mortales de los difuntos enterrados en el cementerio del pueblo.

## Fiestas
El patrón de Alcorlo es San Bartolomé, se festeja el 24 de agosto, todos los años se reúnen ese día en la ermita de Alcorlo gran cantidad de vecinos, amigos y familiares descendientes del pueblo. Se oficia una misa con procesión del Santo por los alrededores de la ermita y continúa con una comida campestre popular acompañados por música tradicional.

## Personajes ilustres
- La persona más destacada como artista es Manuel Alcorlo Barrero, pintor, dibujante y grabador. Nació en Alcorlo en 1935 pero unos años después su familia se trasladó a vivir a Madrid. Manuel es académico de la Real Academia de Bellas Artes desde 1998 y está considerado como un consagrado artista español.
- Cirilo Vacas también era reconocido en el pueblo como artista de la piedra, tiene esculpidos varios bustos; de joven participó en un concurso de arte sobre escultura en Madrid y estuvo cerca de conseguir una beca para comenzar sus estudios pero la guerra civil cambió su destino.
- Eusebio Vacas (su hijo) también es reconocido en la comunidad como “artista” por su arte en la talla de la madera y piedra, quizás lo más elaborado sean dos tallas de madera de 30 cm de altura representando al genuino hortelano y su esposa con sus atuendos habituales típicos en su juventud, también posee diversos relieves tallados en madera con gran detalle y calidad; en piedra creó un busto de su esposa y otro de su madre ambos dignos de admirar por sus detalles y refinado acabado.
- En los últimos años de escuela se reconoce a la maestra María Milagros Martínez Martínez[7] como la persona de referencia para muchos de los vecinos de Alcorlo por su conducta y profesionalidad ejemplares, todos agradecieron siempre su gran labor que allí realizó durante cuatro años.